# چول‌گوی‌لر
چول‌گوی‌لر (به لاتین: Çölgöylər) یک منطقه مسکونی در جمهوری آذربایجان است که در شهرستان شماخی واقع شده است.